# 河本大作
河本大作（1883年1月24日—1955年8月25日），兵库县人，昭和时代日本陆军大佐，关东军参谋。刺杀张作霖的皇姑屯事件主谋。

## 生平
1883年（明治16年）1月24日出生于兵库县佐用郡新月村（现今的佐用町）。
高等小学校毕业以后，进入大阪陆军地方幼年学校、陆军中央幼年学校。1903年11月毕业于陆军士官学校15期步兵科，毕业成绩排名第97号，同期知名者有：梅津美治郎、多田駿、谷壽夫、中島今朝吾。1904年参加日俄战争，负重伤，同为陆士15期步兵科的乃木保典（乃木希典次子）在日俄战争中战死。1914年毕业于陆军大学校26期，毕业成绩排名第24号。
1915年被派往中国汉口的华中派遣军司令部。1918年6月晋升为少佐，7月出兵西伯利亚干涉任西伯利亚派遣军第12師團参谋。曾在参谋本部任职。
1920年代，河本大作与永田铁山（陆士16期）、小畑敏四郎（陆士16期）、冈村宁次（陆士16期）、东条英机（陆士17期）以及土肥原贤二（陆士16期）、板垣征四郎（陆士16期）、矶谷廉介（陆士16期）等佐级军官共十九人结成了一个小团体“二叶会”，主要宗旨是「改革军制，建立总动员体制」以及讨论向大陆发展，所谓的“滿洲”问题。

### 刺杀张作霖

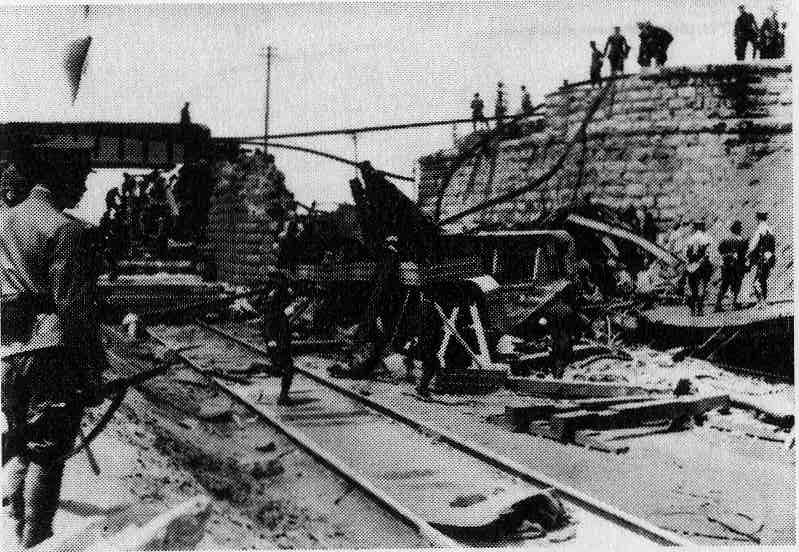
皇姑屯事件現場

1926年4月河本大作调任关东军司令部高级参谋，8月晋升大佐。由于不满奉系军阀首领张作霖拒絕日本提出谋求中国东北地区“特殊”权益的要求，河本大作认为张作霖是日本所谓“满蒙生命线”的障碍，当时日本国内流传着“满蒙生命线论”。1928年6月4日凌晨关东军在奉天郊外的京奉、南满两铁路交叉点的桥洞埋下炸药，炸毁从北京返回奉天的张作霖的专列，张作霖重伤不治身死。事后调查，作为具体幕后主谋的河本大作，并没受到军法审判，仅受到停职并于1929年4月转入预备役的处分。

### 事件之后
河本大作退出现役后继续在满洲活动，1932年担任“南滿洲鐵道”理事，1934年担任“满洲煤矿”理事长，是石原莞尔策划“满洲事变”阴谋时的主要资金来源，根据花谷正于1955年的回忆文章《满洲事变是这样计划的》中谈到“因为有河本前辈，用钱根本就不要考虑”。
1942年，在北支那方面軍第1军参谋长花谷正少將的斡旋帮助下，担任了“山西产业株式会社”的社长。

### 战后经历
抗日战争之后，山西产业株式会社被國民政府接收，并入西北实业建设公司，河本仍然担任该公司的最高顾问。战前该公司任职的日本人民间人士有半数在战争结束时回国了，不过，也有半数的人们由于保留了与战争结束前同样的待遇而留任，河本自己也保留了“总顾问”的头衔。
此后，在太原的日本人配合阎锡山的部队同中国人民解放军作战。1949年解放军攻克太原，河本成为了俘虏，后被中华人民共和国政府作为战犯被监禁在太原战犯管理所。1955年8月25日，河本大作病逝于太原战犯管理所，终年72岁，其遗骨于同年12月18日被送回日本。

## 著作
其著作由陳鵬仁譯為中文，書名《我杀死了张作霖》或《張作霖與日本》。

## 傳記
- 平野零児. . 自由国民社. 1959年. ASIN B000JASZRG （日语）.
- 相良俊輔. . 光人社. 1985年. ISBN 4-7698-0038-X （日语）.

## 相关链接
- 皇姑屯事件
- 张作霖
- 河本大作(日文) （页面存档备份，存于）